# Матфрид II
Матфрид II (на немски: Matfrid II, * 820, † сл. 882) от род Матфриди е граф в Айфелгау през 855 – 882 г. Той служил на Лотар II, кралят на Лотарингия.

## Произход
Той е син на Матфрид I († 836/837), граф на Орлеан, чието графство и владения за взети на събранието в Аахен през 828 г. и през 832 г. Сестра му Енгелтруда (Ингелтруда) се омъжва за Бозон († 874/878), от 870 г. граф в Италия, син на Бозон Стари (Бозониди) и втори път за Вангар.

## Деца
Той има дъщеря (или племенница), която се омъжва за Адалхард II (* 840, † 889/890), граф на Мец.